# Naumakhiosz (orvos)
Naumakhiosz (2. század) orvos.

## Élete
Epiruszból származott és Galénosz kortársa volt. Galénosz említi műveiben Naumakhiosz néhány írását, ezek azonban nem maradtak fenn.[forrás?]